# Langballeå
Langballeå (dansk) eller Langballigau (tysk) er en havneby beliggende ved udmundingen af Langballe Å i Flensborg Fjord i det nordlige Angel i Sydslesvig. Administrativt hører landsbyen under Langballe Kommune i Slesvig-Flensborg kreds i den nordtyske delstat Slesvig-Holsten. I kirkelig henseende hører Langballeå under Grumtoft Sogn. I den danske tid indtil 1864 lå sognet i Husby Herred (Flensborg Amt). 
Langballeå er første gang nævnt 1715. Stednavnet henføres til balle (glda. balgh og oldn. bali) for en forhøjning eller en del af en landsby.
Fiskerbyen præges i dag især af turisme og lystsejlere. Havnen består af en fiskerihavn og en stor moderne marina med 220 liggepladser. Desuden findes der cafeterier, et supermarked og et campingplads.
Mellem Langballeå og Vesterskov ved udmundingen af Langballeåen findes udstrakte naturområder. Langs åen går en vandresti gennem våd- og skovområder til nabobyen Undevad.